# Selección de balonmano de Guatemala
La Selección de balonmano de Guatemala es el equipo formado por jugadores de nacionalidad guatemalteca que representa a la Federación Nacional de Balonmano de Guatemala en las competiciones internacionales organizadas por la Federación Internacional de Balonmano (IHF) o el Comité Olímpico Internacional (COI).

## Palmarés

### Campeonato Panamericano
| Año  | Ronda          | Posición       | J              | G              | E              | P              | GF             | GC             |
| ---- | -------------- | -------------- | -------------- | -------------- | -------------- | -------------- | -------------- | -------------- |
| 2014 |                | 8.º            | 4              | 0              | 0              | 4              | 73             | 153            |
| 2016 |                | 12.º           | 6              | 1              | 0              | 5              | 132            | 207            |
| 2018 | Por clasificar | Por clasificar | Por clasificar | Por clasificar | Por clasificar | Por clasificar | Por clasificar | Por clasificar |

### Campeonato Centroamericano
| Año  | Ronda              | Posición     | J            | G            | E            | P            | GF           | GC           |
| ---- | ------------------ | ------------ | ------------ | ------------ | ------------ | ------------ | ------------ | ------------ |
| 2013 | todos contra todos | 1.º          | 4            | 4            | 0            | 0            | 165          | 86           |
| 2015 | todos contra todos | 1.º          | 4            | 4            | 0            | 0            | 125          | 71           |
| 2017 | todos contra todos | 1.º          | 4            | 4            | 0            | 0            | 151          | 80           |
| 2019 | Por disputar       | Por disputar | Por disputar | Por disputar | Por disputar | Por disputar | Por disputar | Por disputar |

### Juegos Bolivarianos
- 2013: 3.º